# Phoibidas
Phoibidas (altgriechisch Φοιβίδας Phoibídas; † um 378 v. Chr. bei Thespiai) war ein spartanischer Truppenkommandant.
Als Anführer eines Verstärkungskontingents für den Kampf gegen die abtrünnige chalkidische Polis Olynthos im Ersten Olynthischen Krieg besetzte er 382 v. Chr. die Zitadelle von Theben. Dieser Akt gegen die Autonomie eines Bundesgenossen sorgte für große Verstimmung unter den Griechen und stärkte die Opposition gegen die spartanische Hegemonie. 
Der Eklat führte zu einer Amtsenthebung und Verurteilung des Phoibidas zu einer hohen Geldstrafe, nicht aber dazu, dass Phoibidas nicht weiterhin wichtige Aufgaben erhielt.
Nachdem die Thebaner 379 die spartanische Besatzung abschütteln konnten, entwickelte sich ein offener Krieg, der in die Übernahme der Hegemonie durch Theben nach der Schlacht bei Leuktra mündete.
Phoibidas wurde von Agesilaos um 379 als Harmost von Thespiai eingesetzt, von wo aus er das Gebiet von Theben beunruhigte und bei der Abwehr eines thebanischen Einfalls im Gefecht fiel.